# 豆豆娃

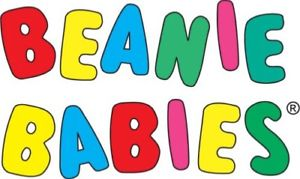
豆豆娃公司的官方LOGO。

豆豆娃（Beanie Babies，也常稱為豆豆公仔）是一種使用豆狀PVC（聚氯乙烯）材料作為填充物的絨毛玩具，最早是由美國人哈洛德·泰·華納（Harold Ty Warner）與他所創設的Ty公司（Ty Inc.）發明生產，並且在1996年尾開始在歐美地區掀起一股非常驚人的收藏、交易與炒作旋風。雖然華納宣稱他擁有「Beanie Babies」的名稱權利與這類內填豆粒玩偶的技術專利，但仍然阻止不了坊間陸續出現的許多仿效或甚至仿冒豆豆娃而做出的玩偶商品。

## 簡介

### 風格
豆豆娃與一般使用各類綿、布或化學纖維材料作為內容物的填充玩偶不同，它主要是使用一些直徑不大的PVC豆粒來作為內填材料，因此換個方式來形容，豆豆娃其實也是一種動物造型的沙包。所有的豆豆娃都擁有自己專屬的名字（像是碧安卡貓貓，Bianca the cat之類的），與一首用來形容其個性的簡單小詩，全都紀錄在一本封面繪有「ty」商標的紅色心型小冊子中，扣在豆豆娃的耳朵上。造型上，豆豆娃都是以各種動物作為主題來設計，而且在配色與造型上採取鮮豔與大膽的風格，不過與一般動物造型填充玩具有點不同，除了最常見的泰迪熊風格豆豆娃與一些諸如貓、狗等很常作為絨毛玩具素材的動物之外，豆豆娃系列產品中也曾存在一些甚少被做成玩偶的動物，例如蜘蛛、章魚、毛蟲、食蟻獸、海馬，甚至還有一隻鬼熊（Quivers the ghost bear）。

### 豆豆娃與經濟議題
除了一般的標準商品外，豆豆娃也經常會有一些所謂「紀念版」「限定地區版」或甚至配合迪士尼等其他廠商所推出的特殊版本之商品，例如卡通人物海綿寶寶（SpongeBob SquarePants）與他的好朋友們。Ty公司巧妙地利用這些提高取得困難度、增加產品特色的手法，配合上有限生產數量與計劃性的停產（他們的術語叫做「退休」，Retired）舊有商品策略，而帶動起消費者之間一股購買、收藏、交換豆豆娃商品，甚至購買後囤積居奇以便在日後高價出售的投資行為。雖然大部分的豆豆娃在剛上市以新品身份出售時，都是些不到10美元、價格很親和人人都買得起的普通玩具，但一旦停產多年流通數量日漸稀少後，一些極早期、稀有的豆豆娃甚至會以上千美元的驚人價格在收藏者之間交易。不過，由於有太多人都用類似的投資心態來參與市場，實際的市場機制證明很少人能真的從這種行為中賺取利潤，這種特殊的現象被許多經濟學專家認為是一種泡沫經濟的實例，甚至成為很多學術單位相關課堂上的討論課題。
由於豆豆娃的收藏人口與交易量都非常驚人，世界知名的線上拍賣網站eBay甚至在玩具與嗜好區的底下，替豆豆娃設置了一個專門的分類幫收藏者們居中牽線，平時恆常有上萬筆的拍賣在線上。

### 其他商品
豆豆娃的成功讓今天的Ty變成全美產值最大的玩具公司之一，該公司以同樣的沙包概念，進一步發展出其他使用不同外觀材質或造型風格的產品系列，包括嬰孩造型的豆豆洋娃娃。然而，原本的豆豆娃卻仍然是屹立不搖的核心商品。

## 外部連結
- Ty官方網站（页面存档备份，存于）（英、西、德、義、法、日語）